# Фирс Кесарийский
Фирс (др.-греч. Θύρσος) — святой Православной и Католической церкви, мученик, пострадавший в период гонений Деция (249 — 251).
Фирс —  родом из Кесарии Вифинской, пострадал при Деции, за обличение правителя области Кумврикия (др.-греч. Κουμβρίκιος) в жестокости по отношению к христианам. 
Заключенный в темницу, Фирс получил свободу по смерти Деция и скончался в Аполлониаде, вместе с мучениками Левкием и Каллиником. 
Около 397 года Флавий Кесарий построил за стенами Константинополя великолепный храм Фирса, в котором были положены его мощи. Другой храм был построен Юстинианом близ Елениановых, недалеко от рынка Феодосия.
Память в Православной церкви: 17 августа и 14 декабря ст. ст. - 30 августа и 27 декабря по н. ст., в Католической церкви: 14 декабря.